# 磯部寛之
磯部 寛之（いそべ ひろゆき、1982年12月29日 - ）は、日本のバンド[Alexandros]のベース・コーラス担当。愛知県日進市出身。

## 略歴
父親の仕事の関係で、小学5年生から高校入学直前までアメリカ合衆国のロサンゼルスに居住し、現地校に通う。
帰国後は帰国子女枠がある高校を受験し、国際基督教大学高等学校に進学。入学直後、友人が目の前でベースを弾いているのを見て、「なんかカッコいいなと思った」ことからベースを始めた。
2001年4月、青山学院大学法学部に進学。大学で川上洋平と出会い、在学中に[Champagne]を結成。代々木公園などでの路上ライブ等を中心に活動。
2007年3月に大学を卒業後メーカーに就職、ほどなくして福岡に転勤となる。バンド活動のため、毎週末福岡と東京を往復する生活を続けるも、体力的・金銭的に限界を感じたことで退職。サラリーマン生活は計3年間だった。

## 人物
- お酒をこよなく愛する。お酒好きが高じて、グルメ系月刊情報誌「おとなの週末」にて、2022年9月号よりはしご酒コラム「酔滴（すいてき）のラダー」を連載中[4]。
- [Alexandros]の現メンバー内で唯一の喫煙者であり[5][注 2]、唯一猫を飼っていない。
- 子供の頃に生み出した「おばたろう」というキャラクターを今でも描き続けており、グッズになったり、サインの横に添えられたりしている。
- 学生時代は水泳やバスケ、テニスなどのスポーツに励むと同時に、吹奏楽部でユーフォニウムの経験も持つ[6]。

## 個人活動
- はしご酒コラム「酔滴のラダー」の連載（グルメ系月刊情報誌「おとなの週末」、2022年9月号 - ）[7]
- Panasonic presents GORILLA RADIO!（ZIP-FM 77.8）[8]

## 使用機材
※出典

### ベース
- Fender／Jazz Bass（1964年製）※メイン器
- Fender／Jazz Bass（1974年製）※以前のメイン器
- Fender／Precision Bass（1977年製）
- Fender／Custom Shop Jazz Bass（ドロップ・チューニング用）
- Rickenbacker／4001（1972年製）
- Gibson／Flying V Bass（1981年製）
- Godin／A4 Ultra Fretted
- Fender／Musicmaster Bass

### アンプ＆DI
- Ampeg／SVT＋810AV（アンプ・ヘッド＋キャビネット）
- Fender／Bassman100（アンプ・ヘッド＋キャビネット）
- RADIAL／J48（DI）

### エフェクター
- MAD PROFESSOR／Ruby Red Booster（ブースター）
- Crews Maniac Sound／SVD-001（ベース・オーバードライブ）
- TECH21／red ripper（エンヴェロープ・フィルター／ファズ）
- pandaMidi Solutions／Future Impact I.（ベース・シンセ）
- JHS Pedals／Pandamonium（ファズ／プリアンプ／オーバードライブ）
- BOSS／BC-1X（コンプレッサー）
- BOSS／BB-1X（プリアンプ）
- Darkglass Electronics／MICROTUBES B7K ULTRA（プリアンプ／DI）
- Electro-Harmonix／Pitch Fork（ポリフォニック・ピッチ・シフター）
- BOSS／TU-3S（クロマチック・チューナー）
- FREE THE TONE／ARC-3（オーディオ・ルーティング・コントローラー）